# 单列齿鲷
異黑鯛（学名：Monotaxis grandoculis），又名單列齒鯛、大眼黑鯛，为龍占魚科單列齒鯛屬下的一个种。

## 分布
本魚分布于印度太平洋區，包括非洲东岸至太平洋中部诸岛、台湾岛以及西沙群岛、南沙群岛等。该物种的模式产地在红海。

## 深度
水深1-100公尺。

## 特徵
本魚體側扁，眼大，前額略為突起。幼魚體色銀白，背部具3個明顯的黑色鞍狀斑，眼部有一條黑色橫帶通過，尾鰭叉形，黃色；成魚體背部變為銀灰色，腹部色淡，背鰭硬棘10枚;背鰭軟條10枚;臀鰭硬棘3枚;臀鰭軟條9枚，體長可達60公分。

## 生態
本魚幼魚常獨居在枝狀珊瑚叢間，成魚則群游於礁石區的沙地間，屬肉食性，以小型底棲動物為食。

## 經濟利用
食用魚，幼魚可做為觀賞魚。